# Wilhelm Brasse
Wilhelm Brasse (Żywiec, entonces Austria, 3 de diciembre de 1917-Żywiec, Polonia, 23 de octubre de 2012) fue un fotógrafo polaco, superviviente del campo de concentración de Auschwitz.
Brasse era de ascendencia mixta austriaca-polaca. Aprendió fotografía en Katowice en el estudio de su tía. Después de la invasión alemana de Polonia en 1939 y la ocupación de su ciudad natal, Żywiec, en el sur de Polonia, fue interrogado por Schutzstaffel (SS). Se negó a jurar lealtad a Hitler, y fue encarcelado por tres meses. Después de su liberación, tras continuar negándose a estar en la Volksliste y servir en el ejército alemán, intentó escapar a Hungría y unirse al ejército polaco en Francia, pero fue capturado, junto con otros jóvenes en la frontera polaco-húngara y fue deportado a KL Auschwitz-Birkenau como prisionero número 3444. Formado antes del comienzo de la Segunda Guerra Mundial como fotógrafo de retratos en Silesia, los administradores del campo de las SS le ordenaron fotografiar "el trabajo de los prisioneros, experimentos médicos criminales, [y] retratos de los prisioneros para los archivos". Brasse estimó que tomó de 40,000 a 50,000 "imágenes de identidad" desde 1940 hasta 1945, antes de ser trasladado a otro campo de concentración en Austria, donde fue liberado por las fuerzas estadounidenses en mayo de 1945.

## Biografía
Wilhelm Brasse nació el 3 de diciembre de 1917 de un descendiente de colonos austriacos y una madre polaca en Żywiec, en la Polonia dividida. Su padre fue un soldado polaco en la guerra polaco-soviética de 1919-1921. Wilhelm Brasse fue "entrenado como fotógrafo de retratos en un estudio propiedad de su tía" en Katowice, y "tenía buen ojo para la imagen reveladora y la capacidad de tranquilizar a sus sujetos".
Tras la invasión de Polonia de septiembre de 1939, fue presionado por los nazis para que se uniera a ellos, se negó, fue repetidamente interrogado por la Gestapo e intentó escapar a Francia vía Hungría, pero fue capturado en la frontera polaco-húngara y encarcelado. Después de continuar negándose a declarar su lealtad a Hitler, el 31 de agosto de 1940, fue deportado al campo de concentración de Auschwitz, poco después de su apertura.
En febrero de 1941, después de haber sido llamado a la oficina de Rudolf Hoess, el comandante de Auschwitz, junto con otros cuatro, y examinado por "habilidades fotográficas", fue seleccionado específicamente por sus "habilidades de laboratorio" y "capacidad técnica con una cámara" y por su habilidad para hablar alemán, y luego ordenó documentar a los prisioneros nazis en el campo en el "Erkennungsdienst, la unidad de identificación fotográfica".
Un año y medio después, Brasse se encontró con Josef Mengele, el notorio médico nazi, al cual le gustaban sus fotografías y quería que fotografiara a algunos de los gemelos y personas con trastornos congénitos trasladados a su enfermería con quienes Mengele estaba "experimentando". Después de que los soviéticos entrasen en Polonia, durante la Ofensiva de Vistula-Oder, del 12 de enero al 2 de febrero de 1945, Brasse, junto con otros miles de prisioneros de Auschwitz, fue trasladado forzosamente al campo de concentración de Ebensee, un subcampo del complejo de Mauthausen-Gusen, donde permanecieron hasta que las fuerzas estadounidenses liberaron el campo en mayo de 1945.
Después de regresar a su hogar en  Żywiec, a pocas millas de KL Auschwitz-Birkenau, Brasse intentó comenzar a tomar fotos nuevamente, pero no pudo superar su experiencia en Auschwitz con la fotografía y no pudo reanudar su trabajo como fotógrafo de retratos. Abandonando la fotografía, estableció lo que se convirtió en un negocio de envoltorios de salchichas "moderadamente próspero".
Aunque más tarde visitó el Museo Estatal de Auschwitz-Birkenau para hablar con los visitantes sobre sus experiencias, y aunque todavía poseía una pequeña cámara Kodak de antes de la guerra, nunca tomó otra fotografía.
Murió en Żywiec a los 94 años. Estaba casado, tenía dos hijos y cinco nietos, y vivió con su esposa hasta su muerte. Su muerte fue anunciada por un historiador del Museo Estatal de Auschwitz Birkenau.

## Las fotografías de Auschwitz
Formado antes del comienzo de la Segunda Guerra Mundial como fotógrafo de retratos en el estudio de su tía, sus supervisores de las SS le ordenaron fotografiar "el trabajo de los prisioneros, experimentos médicos criminales, [y] retratos de los prisioneros para los archivos". Brasse estimó que tomó alrededor de 40,000 a 50,000 "imágenes de identidad" desde 1940 hasta 1945, antes de ser trasladado por la fuerza a otro campo de concentración en Austria, donde fue liberado por las fuerzas estadounidenses a principios de mayo de 1945.
El Dr. Mengele había insistido en que Brasse tomara los retratos de "identidad" de los prisioneros de Auschwitz "en tres poses: desde el frente y desde cada lado". Después de tomar decenas de miles de esas fotografías, Brasse y otros desobedecieron luego las órdenes nazis de destruirlas, Sin embargo, solo algunas de sus fotos han sobrevivido:

aunque es difícil decir cuáles eran de Brasse, ya que las fotos del campamento, por regla general, no llevaban el nombre del fotógrafo [,] ... Jarosław Mensfelt, portavoz del museo Auschwitz-Birkenau, dice que se tomaron unas 200,000 de esas fotos, con nombre , nacionalidad y profesión adjunta. ... Se conservan alrededor de 40,000 de estas imágenes, algunas con las tarjetas de identificación, y 2,000 de estas se exhiben en el museo ... otras están en Yad Vashem, el monumento al Holocausto israelí.

Algunas fotografías acreditadas a Brasse se encuentran en la exposición permanente del Museo Estatal Auschwitz-Birkenau en el Bloque nº 6: en la exposición «La vida de los prisioneros». Se solicita explícitamente a todos los visitantes del museo que respeten el sitio del campo de la muerte y que no usen cámaras (tanto de fotos como de video) en sus exposiciones interiores..
Se puede acceder a "fotografías de identificación" o "fotografías" similares de prisioneros de Auschwitz y otros campos de concentración alemanes en los archivos fotográficos en línea del Museo Memorial del Holocausto de los Estados Unidos; las tarjetas de información biográfica que incluyen estas fotografías, cada una correspondiente a un recluso en un campo de concentración, también se muestran a los visitantes del museo en su entrada. En el sitio web oficial del museo hay una fotografía del mural fotográfico que hay en una pared de su exposición permanente del tercer piso. Se puede acceder a una fotografía de una mujer adulta presa de Auschwitz realizada por Wilhelm Brasse desde los archivos fotográficos del museo. El sitio web oficial del museo también presenta "fotografías de identificación" similares acreditadas del Museo Estatal de Auschwitz-Birkenau, Polonia, pero sin identificar al fotógrafo (que puede o no ser Brasse), como ilustraciones en «Persecución de homosexuales en el Tercer Reich».

## Documental «El retratista»
Un documental polaco de 52 minutos sobre su vida y obra, «El retratista» («Portrecista», Polonia, 2005), dirigido por Irek Dobrowolski y producido por Anna Dobrowolska, se emitió en la cadena de televisión polaca TVP1 en 1 de enero de 2006, en la serie "Orgullosos de presentar". Se estrenó en la Sinagoga de Londres Oeste el 19 de marzo de 2007, con una segunda proyección por demanda popular el 22 de abril de 2007. En la película, Brasse relata la "historia detrás de algunas fotos en los archivos del museo de Auschwitz que recuerda haber tomado".
Como subraya la sinopsis de la película, después de tomar miles de fotografías desde 1940 hasta 1945, documentando que la "crueldad que va más allá de todas las palabras ... para las generaciones futuras", Brasse ya no pudo continuar con su profesión.
Fergal Keane está de acuerdo en que "Brasse nos ha dejado un poderoso legado en imágenes. Gracias a ellas podemos ver a las víctimas del Holocausto como humanos y no como estadísticas ... Las fotografías son obra de un hombre que luchó por mantener su humanidad viva en un lugar de maldad inimaginable ".

## Filmografía
- En la serie de documentales «Auschwitz: los nazis y la Solución Final» (BBC y PBS, 2005) aparece en los episodios 1, «Comienzos sorprendentes», y 2, «Órdenes e iniciativas».[22]
- «El retratista» (Portrecista, TVP1, Poland, 2005).[23] tráiler oficial